# Adam White (Zoologe)

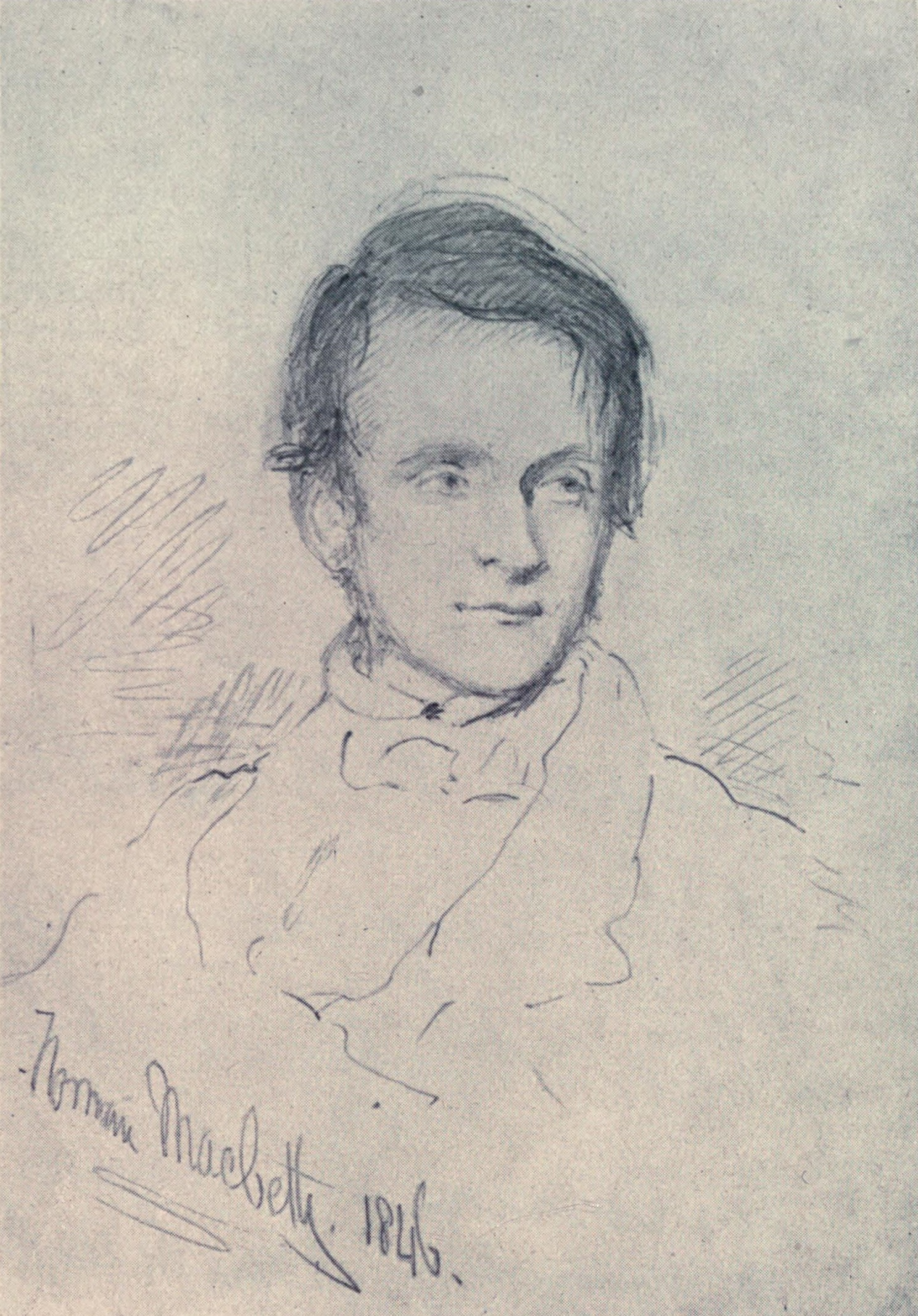
Porträt von Norman Macbeth 1849

Adam White (* 29. April 1817 in Edinburgh; † 4. Januar 1879 in Glasgow) war ein schottischer Zoologe.

## Leben
White war ein Protegé von John Edward Gray, dem Keeper für Zoologie am British Museum (dem späteren Natural History Museum), und trat 1835 in das Museum als Assistent von Gray ein, was er bis 1863 blieb. Trotz seines wissenschaftlichen Ansehens wurde er nicht befördert, was auch an einer sich verschlechternden Beziehung zu Gray lag. 1863 ließ er sich aufgrund von Depressionen nach dem Tod seiner ersten Frau vorzeitig pensionieren. Er hatte nur eine magere Pension, war lange Zeit in einer Nervenheilanstalt (Sunnyside Lunatic Asylum in Montrose) in Schottland, heiratete noch einmal und bekam weitere Kinder.
White spezialisierte er sich auf Insekten und Crustaceen. Er beschrieb unter anderem Insekten aus China, Australien und Neuseeland (letztere unter anderem von den Expeditionen von James Clark Ross). Von ihm stammen einige Erstbeschreibungen wie die Langusten-Gattung Panulirus.
1841 wurde White von Félix Édouard Guérin-Méneville als Mitglied Nummer 228 der Société Cuvierienne vorgestellt. 1846 wurde er Fellow der Linnean Society.

## Schriften
- List of the Specimens of Crustacea in the collection of the British Museum. Trustees of the British Museum, London 1847, (Digitalisat).
- A popular history of mammalia; comprising a familiar account of their classification and habits. Reeve and Benham, London 1850, (Digitalisat).
- A popular history of birds, comprising a familiar account of their classification and habits. Reeve, London 1855, (Digitalisat).
- A popular history of british crustacea; comprising a familiar account of their classification and habits. Reeve, London 1857, (Digitalisat).
- Tabular View of the Orders & Leading Families of Insects. Society for Promoting Christian Knowledge, London 1857, (Digitalisat).
- Heads and Tales; or, Anecdotes and Stories of Quadrupeds and Other Beasts. James Nisbet & Co., London 1870, (Digitalisat).